# Pisara thyrophora
Pisara thyrophora är en fjärilsart som beskrevs av George Francis Hampson 1914. Pisara thyrophora ingår i släktet Pisara och familjen trågspinnare. Inga underarter finns listade i Catalogue of Life.